# 松永建作
松永 建作（まつなが けんさく、1989年10月3日 - ）は、大阪府出身の元バスケットボール選手。ポジションはガード。

## 来歴
兄弟の影響で小学生のときにバスケットボールを始めた。
東住吉総合高校を卒業し、関西外国語大学に進学。
2012年5月、レノヴァ鹿児島のトライアウトに合格し契約を結んだ。同年7月7日に鹿児島テレビの七夕恒例企画、「ひこぼしに会いたい2012」では7人のひこぼしの1人に選ばれた。11月18日の豊田合成スコーピオンズ戦ではバックボードの裏からの逆転シュートを決めた。
2013年7月、鹿児島との契約満了に伴い退団した。7月26日に東京エクセレンスと契約を結んだ。
2016年オフ、熊本ヴォルターズに移籍。2016-17シーズン限りで引退。その後チームアンバサダー、熊本ヴォルターズスクールコーチを経て、2021-2022は エクスプローラーズ鹿児島スタッフとなった。
2022年、AROバスケットボール教室のメインコーチとなった。
2023年4月16日、「がんばるばい熊本復興マッチ　エキシビションマッチ」において、小林慎太郎・青島心・高濱拓矢とともに熊本ヴォルターズのユニフォームへ久しぶりに袖を通した。

## 記録
| シーズン     | チーム | GP | GS | MPG | FG%  | 3P%  | FT%  | RPG | APG | SPG | BPG | TO  | PPG |
| ------------ | ------ | -- | -- | --- | ---- | ---- | ---- | --- | --- | --- | --- | --- | --- |
| NBDL 2013-14 | 東京EX | 30 |    |     |      |      |      |     |     |     |     |     | 2.6 |
| NBDL 2014-15 | 東京EX | 30 |    |     |      |      |      |     |     |     |     |     | 4.0 |
| NBDL 2015-16 | 東京EX | 32 |    | 8.4 | .410 | .263 | .786 | 1.2 | 0.5 | 0.3 | 0   | 0.7 | 2.6 |
| B2 2016-17   | 熊本   |    |    |     |      |      |      |     |     |     |     |     |     |